# Голд Бич (Орегон)
Голд Бич (енгл. Gold Beach) град је у америчкој савезној држави Орегон.

## Демографија
По попису из 2010. године број становника је 2.253, што је 356 (18,8%) становника више него 2000. године.
| Група             | 2000.         | 2010.         |
| Белци             | 1.743 (91,9%) | 1.981 (87,9%) |
| Афроамериканци    | 5 (0,3%)      | 6 (0,3%)      |
| Азијати           | 17 (0,9%)     | 19 (0,8%)     |
| Хиспаноамериканци | 51 (2,7%)     | 111 (4,9%)    |
| Укупно            | 1.897         | 2.253         |